# Rhyacia pallida
Rhyacia pallida är en fjärilsart som beskrevs av Druet 1924. Rhyacia pallida ingår i släktet Rhyacia och familjen nattflyn. Inga underarter finns listade.